# Karl-Heinz Wilmes
Karl-Heinz Wilmes (* 14. Juli 1938 in Günne) ist ein deutscher SPD-Kommunalpolitiker.

## Familie
Karl-Heinz Wilmes ist verheiratet und hat zwei Kinder.

## Politik und ehrenamtliche Tätigkeiten
Seit 1969 gehört Wilmes der SPD an und ist seit dieser Zeit in der Kommunalpolitik tätig. Er war von 1969 bis 2009 Mitglied des Rates der Gemeinde Möhnesee und in seinem Heimatort von 1989 bis 2014 Ortsvorsteher. Von 1975 bis 2014 war er Abgeordneter im Kreistag des Kreises Soest.
Von 2005 bis zum 31. März 2020 war er ehrenamtlicher Richter am Verwaltungsgericht Arnsberg.

Er war von 1969 bis zur Fusion 2003 mit der Sparkasse Soest Mitglied im Verwaltungsrat der Sparkasse Möhnesee des Verwaltungsrates und dessen Vorsitzender von 1989 bis 1994.
Er war Vorsitzender des Heimatvereins Günne-Theiningsen. Seine Forschungen und die Organisation einer Ausstellung zum 70. Gedenktag der Möhnekatastrophe im Mai 2013 fanden nationale und internationale Beachtung.

## Ehrungen
Für seine Verdienste um das Gemeinwesen erhielt Karl-Heinz Wilmes 1985 das Bundesverdienstkreuz am Bande.
1995 erhielt er die Johann-Christian-Eberle-Medaille, die höchste Auszeichnung des deutschen Sparkassenwesens.
2015 erhielt er das Bundesverdienstkreuz 1. Klasse, überreicht durch den NRW-Minister Ralf Jäger.